# Вінцент Равський (старший)
Вінцент Равський (старший) (пол. Wincenty Rawski; 1810, Чорнокінці — між 21 і 31 липня 1876, Львів) — польський архітектор, який проживав у Львові.

## Біографія
Народився 1810 року в Чорнокінцях на Тернопільщині. За родинними переказами навчався у Віденській політехніці. Спільно з Марцелієм Григлашевським, чоловіком двоюрідної сестри Едварди Равської, заснував будівельно-теслярське підприємство. Працював у стилях класицизму та раннього історизму, зокрема звів одні з перших у Львові споруд у стилі неоготики. Виступав підрядником при реалізації чужих проєктів, зокрема, керував реконструкцією дзвіниці собору святого Юра за проєктом Йозефа Браунзайса. У 1871—1873 роках був членом міської ради Львова, першої каденції, обраної за законом 1870 року. Помер у Львові між 21 і 31 липня 1876 року від набряку легень. У колекції його сина Казімежа Равського був олійний портрет архітектора, який у 1853 році виконав Корнель Шлегель. Портрет Равського 1884 року написав також Анджей Грабовський.
Вінцент Равський мав двох синів — Вінцента (1850—1927) і Казімежа (1863—1932), які теж були архітекторами. Донька Марія стала дружиною архітектора Владислава Садловського (1869—1940). Архітектором і реставратором став також син Казімежа Вітольд (1893—1962).
Роботи
- Нереалізований проєкт двоповерхового житлового будинку для Сильвестра Берського на вулиці Каліча гора, 5 (1845).[9]
- Альтанка у формі грецького храму в саду готелю «Жорж» у Львові (1848, не збереглася).[10]
- Реконструкція монастиря домініканок у Белзі (1848).[11]
- Відбудова львівської ратуші у 1849—1851 роках за проєктом Йогана Зальцмана. Спільно з Вільгельмом Шмідом і Йозефом Францом.[12]
- Будинок на вулиці Городоцькій, 2. Втрачений. Зберігся проєкт 1852 року.[13]
- Ймовірно, виконав архітектурну частину проєкту неоготичного надгробка вірменського архієпископа Самуеля Кирила Стефановича (бл. 1859, скульптор Павло Евтельє).[14] Можливо також брав участь у проєктуванні ще ряду пам'ятників за участі скульпторів Павла Евтельє й Ципріана Годебського.[15]
- Проєкти ряду споруд монастирського комплексу Святого Серця у Львові; зокрема, добудова флігеля (1858), неоготичний храм (проєкт 1860, збудовано 1861) і третє монастирське крило (проект 1865, збудовано 1867). Усі будівлі втрачено.[16]
- Перебудова палацу Дідушицьких у Львові, що на нинішній на вулиці Лисенка, 15 (1860—1869).[17]
- Господарська споруда у дворі шпиталю сестер милосердя у Львові (1857). Перебудова флігелів шпиталю на господарські будинки (1870).[18]